# Paolo Boi

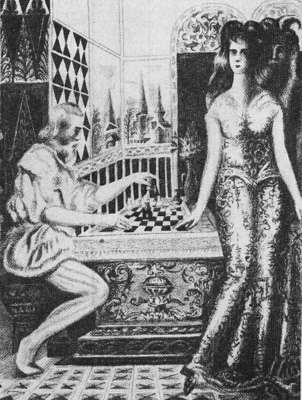
Paolo Boi, Illustration aus dem 19. Jahrhundert

Paolo Boi (* 1528 in Syrakus; † 1598 in Neapel) war ein italienischer Schachmeister.

## Leben
Paolo Boi, genannt „der Siracuser“, war Spross einer angesehenen und reichen Familie. Schon als Kind begann er sich für das Schachspiel zu interessieren. Als junger Mann war er mit Papst Pius V. und vielen italienischen Adligen befreundet, darunter dem Herzog von Urbino, der ihm eine jährliche Apanage von 300 Scudi zahlte.
Paolo Boi reiste durch ganz Europa und bestritt seinen Lebensunterhalt durch das Schachspielen. Er soll an die 30.000 Scudi im Jahr verdient haben. Er hatte auch die Möglichkeit, am Hof von Spaniens König Philipp II. Schach zu spielen.
Paolo Boi starb im Jahr 1598 in Neapel an Magenkrebs. Manche Quellen behaupten, Boi sei von seinem eigenen Diener vergiftet worden.
Einige Quellen berichten, dass Paolo Boi am Golfe du Lion von algerischen Piraten gefangen genommen und für 2.000 Zechinen als Sklave verkauft wurde. Sein türkischer Herr sei jedoch ein Freund des Schachspiels gewesen und habe ihn mit einem Taschengeld freigelassen.